# 馬元烈
馬元烈（1698年12月16日（康熙三十七年十一月十五日）—1754年10月17日（乾隆十九年九月二日）），和名與那原親方良暢，琉球國第二尚氏王朝政治人物、三司官。
出生於馬氏與那原殿內家族。乾隆十年（1745年），馬元烈以年頭使的身份出使薩摩藩，翌年回國。乾隆十三年（1748年），因德川家治繼任日本江戶幕府的將軍，馬元烈作為慶賀副使，與正使尚承基（具志川王子朝利）一起上江戶，翌年回國。
乾隆十七年九月二十八日（1752年11月3日），馬元烈被任命為三司官。乾隆十九年九月二日（1754年10月17日）卒。